# Resolutie 2196 Veiligheidsraad Verenigde Naties
Resolutie 2196 van de Veiligheidsraad van de Verenigde Naties werd unaniem door de VN-Veiligheidsraad aangenomen op 22 januari 2015. De resolutie verlengde het wapenembargo, de reisverboden en financiële sancties tegen de Centraal-Afrikaanse Republiek met een jaar.

## Achtergrond
Al sedert de onafhankelijkheid van Frankrijk in 1960 wordt de CAR geplaagd door staatsgrepen en geweld. Nadat rebellen in 2003 de macht hadden gegrepen begonnen drie onder de naam Unie van Democratische Krachten voor Eenheid (UFDR) verenigde rebellenbewegingen een oorlog tegen hen. In 2007 werd een vredesakkoord getekend en in 2009 vormden ze samen een regering. Eind 2012 brak opnieuw rebellie uit; deze keer tegen een coalitie van groeperingen die zich de Sekela-coalitie noemde, en bestond uit de UFDR, de Conventie van Patriotten voor Gerechtigheid en Vrede (CPJP) en een aantal kleinere bewegingen. De regering vroeg internationale hulp maar dit werd geweigerd. Op 11 januari 2013 werd een vredesakkoord getekend waarbij de eerste minister werd vervangen door een oppositielid. Op 24 maart 2013 had een coalitie van rebellen genaamd Seleka de macht gegrepen, wat internationaal veroordeeld werd. Dus werd er een overgangsraad opgericht die het land tijdelijk moest besturen. Onderwijl vergleed de CAR in chaos en had de overheid buiten de hoofdstad geen enkel gezag meer.

## Inhoud
De Afrikaanse MISCA-vredesmacht en de Europese EUFOR RCA-operatie hadden de veiligheid in de Centraal-Afrikaanse Republiek verhoogd, maar de situatie bleef er fragiel. De EU had ook besloten de EUMAM-RCA-missie te sturen om het land advies te verlenen bij het hervormen van haar leger. In oktober 2014 was het geweld in de hoofdstad Bangui weer opgelaaid, en ook de voorlopige regering en de vredesmissies in het land waren daarbij geviseerd. De aanvallen op vredeshandhavers waren potentieel oorlogsmisdaden.
Het middels resolutie 2127 opgerichte expertenpanel dat toezag op het wapenembargo tegen de CAR rapporteerde dat gewapende groeperingen het land bleven destabiliseren en vrede in de weg stonden, evenals de illegale ontginning en handel in goud, diamant, wilde dieren en dergelijke meer. Ook was het Oegandese Verzetsleger van de Heer nog steeds actief in het land.
Het wapenembargo werd verlengd tot 29 januari 2016. Enkel de internationale missies, de Centraal-Afrikaanse veiligheidsdiensten en lichte wapens voor de patrouilles tegen de smokkel in de natuurgebieden op de grens met Kameroen en de Republiek Congo werden ervan uitgezonderd.
Ook het reisverbod en de bevriezing van tegoeden tegen personen en organisaties die door het comité dat toezag op de sancties tegen de CAR werden opgelijst werden tot die datum verlengd. Het ging om personen en organisaties die het wapenembargo schonden, geweld pleegden of dirigeerden, kindsoldaten inlijfden, gewapende groepen of misdaadnetwerken steunden door op illegale wijze handel te drijven in natuurlijke rijkdommen of de noodhulpverlening hinderden.

## Verwante resoluties
- Resolutie 2149 Veiligheidsraad Verenigde Naties (2014)
- Resolutie 2181 Veiligheidsraad Verenigde Naties (2014)
- Resolutie 2262 Veiligheidsraad Verenigde Naties (2016)

Lijst ·  2196 ·  2197 ·  2198 ·  2199 ·  2200 ·  2201 ·  2202 ·  2203 ·  2204 ·  2205 ·  2206 ·  2207 ·  2208 ·  2209 ·  2210 ·  2211 ·  2212 ·  2213 ·  2214 ·  2215 ·  2216 ·  2217 ·  2218 ·  2219 ·  2220 ·  2221 ·  2222 ·  2223 ·  2224 ·  2225 ·  2226 ·  2227 ·  2228 ·  2229 ·  2230 ·  2231 ·  2232 ·  2233 ·  2234 ·  2235 ·  2236 ·  2237 ·  2238 ·  2239 ·  2240 ·  2241 ·  2242 ·  2243 ·  2244 ·  2245 ·  2246 ·  2247 ·  2248 ·  2249 ·  2250 ·  2251 ·  2252 ·  2253 ·  2254 ·  2255 ·  2256 ·  2257 ·  2258 ·  2259